# Johan August Gripenstedt
Friherre Johan August Gripenstedt (11. august 1813 – 13. juli 1874) var en svensk liberal politiker, medlem af ståndsriksdagen 1840-1848, minister uden portefølje 1848-1856, finansminister 1856-1866, medlem af riksdagen (andra kammaren) 1867-1873.